# 渡辺公一郎
渡辺 公一郎（わたなべ こういちろう）は日本の理学者。九州大学名誉教授。
専門は自然科学、固体地球科学や防災工学である。

## 略歴
熊本県立玉名高等学校を経て九州大学理学部を卒業した。その後、九州大学大学院理学研究科を修了した。
大学院修了後の1985年から母校である九州大学の助手となった。1992年から助教授に、2002年から教授となった。
また、他の職歴として資源地質学会の評議員なども歴任した。